# Prindsesse Caroline (1805)
Lo HDMS Prindsesse Caroline è stato un vascello da 74 cannoni in servizio tra il 1806 e il 1807 nella Reale Marina dei Regni di Danimarca e Norvegia, e tra il 1807 e il 1815 nella Royal Navy britannica.

## Storia
Il vascello da 74 cannoni Prindsesse Caroline, progettato dall'ingegnere navale Frantz Hohlenberg, venne impostato presso il cantiere navale di Copenaghen il 13 agosto 1803, e varato il 21 aprile 1805 entrò in servizio attivo nella Kongelige danske marine.
L'unità fu catturata dalla Royal Navy dopo la seconda battaglia di Copenaghen il 7 settembre 1807. Arrivata a Portsmouth il 19 dicembre dello stesso anno venne immessa in servizio come HMS Princess Caroline. All'atto dell'entrata in servizio l'armamento era composto da 60 cannoni da 24 libbre e 14 carronate da 24 libbre.  Destinato ad operare nel Mar Baltico, dopo aver completato l'allestimento a Portsmouth, il 23 settembre 1808 salpò, al comando del post captain Charles Dudley Pater (luglio 1808-gennaio 1811), per raggiungere la nuova destinazione in forza alla Flotta del Mare del Nord. Il 29 maggio 1809 catturò la goletta olandese Piet Hein nel passaggio del Vlie, al largo dell'isola di Texel, e il 25 luglio 1807 le sue barche catturarono alcune cannoniere russe a Friderickshamm. Posto al comando del post captain Hugh Downman (gennaio 1811-settembre 1814), l'unità operò nel Mare del Nord e prese parte alla distruzione della fregata francese da 40 cannoni Amazone a Capo Barfleur, scortò una flotta di East Indiamen a Madeira ed effettuò crociere di sorveglianza nel Mare del Nord. Nel novembre 1813 sbarcò dei Royal Marines a Scheveningen in supporto delle forze del Principe d'Orange, e successivamente visitò l'isola di Spitsbergen. Radiato nel settembre 1814, fu venduto per la demolizione il 9 febbraio 1815, alla cifra di 3.130 sterline, a Joshua Crystal e quindi demolito a Sheerness.

### Fonti
1. ↑  Colledge, Warlow 2006, p. 277.
2. 1 2  Tree Decks.
3. 1 2 3 4 5 6 7  Tree Decks.
4. ↑  Lyon, Winfield 2004, p. 47.
5. 1 2  The Gentleman's Magazine 1858, p. 220.